# Eran Sela
Eran Sela (en hebreo: ערן סלע‎; Hadera, 19 de marzo de 1985) es un deportista israelí que compitió en vela en la clase 470. Ganó dos medallas en el Campeonato Europeo de 470, plata en 2010 y bronce en 2011.

## Palmarés internacional
| \| Campeonato Europeo \| Campeonato Europeo \| Campeonato Europeo \| Campeonato Europeo \| \| Año \| Lugar \| Medalla \| Clase \| \| ------------------ \| -------------------- \| ------------------ \| ------------------ \| \| 2010 \| Estambul (Turquía) \| Medalla de plata \| 470 \| \| 2011 \| Helsinki (Finlandia) \| Medalla de bronce \| 470 \| |                      |                   |       |
| Campeonato Europeo |                      |                   |       |
| Año | Lugar                | Medalla           | Clase |
| 2010 | Estambul (Turquía)   | Medalla de plata  | 470   |
| 2011 | Helsinki (Finlandia) | Medalla de bronce | 470   |